# Socket AM2+
Le socket AM2+ est le successeur du socket AM2 chez AMD sorti au troisième trimestre 2008. Il est destiné à accueillir les nouveaux microprocesseurs K10 d'AMD. La principale nouveauté est la version de l'HyperTransport, qui passe à la version 3.0, contre 2.0 pour l'AM2.
Point important à signaler, bien que les processeurs AM2 soient totalement compatibles avec le socket AM2+, l'inverse n'est probablement pas le cas. Un processeur AM2+ pourra être installé sur une carte mère AM2 mais cela nécessite une vérification préliminaire de la compatibilité de la carte-mère, et il est probable qu'il faille mettre à jour le BIOS pour que le nouveau processeur AM2+ soit compatible avec la carte mère AM2. Pour plus d'informations sur les compatibilités, consultez les sites des constructeurs.
L'HyperTransport 3.0 permet d'augmenter la bande passante disponible, ce qui devrait être bénéfique aux performances. Néanmoins, hors cas spécifiques, le gain de performance ne devrait pas être énorme.
Un actuel possesseur de carte mère AM2 pourra donc changer son Athlon 64 X2 par un K10, sans trop perdre en performances. À l'inverse, un utilisateur montant un nouveau PC, pourra opter pour une carte mère AM2+ et un processeur AM2 peu onéreux. Quand les prix des K10 auront baissé, il pourra changer son processeur à moindre coût et bénéficier des performances maximales de l'HyperTransport 3.0.
Le successeur du socket AM2+ est le socket AM3, arrivé en février 2009.
Côté carte mère, une compatibilité montante est assurée : un processeur AM3 pourra être monté sur une carte mère AM3 ou AM2+. En revanche, un processeur AM2 ou AM2+ pourra être monté sur une carte mère AM3 uniquement si celle-ci est équipée de mémoire DDR2.
Parmi les processeurs AM3, on peut citer le Phenom II.

## Dissipateur thermique
Les quatre trous de fixation du dissipateur thermique à la carte mère sont placés aux quatre coins d'un rectangle de largeur 48 mm et de longueur 96 mm pour les sockets AMD AM2, AM2+, AM3, AM3+ et FM2. Les solutions de refroidissement doivent donc être interchangeables.